# Goplay
GOPLAY NETWORK TECHNOLOGY株式会社（ゴープレイネットワークテクノロジー）は、東京都豊島区に本社を置く、SNSアプリサービスの開発・運営事業などを行う会社。
また、同社が開発している、「知識・スキル・時間」といった特技を売り買いできるスキルマーケットの総称である。「人々に笑顔と幸せを」「自分の特技を活かして周りに幸せを」をビジョンに掲げている。

## 概要
2019年、立山あいが創業(2019年12月 GOPLAY NETWORK TECHNOLOGY株式会社設立)。2020年3月にいスキルやゲームをチャージしてコインで売買できるマーケットプレイス「Goplay」を開設。
Goplay内には、ゲームGoplayer・エンタメGoplayerの4つ設けられています。
GoplayではたくさんのGoplayer(サービス提供者)がお客様へ様々なサービス提供を行っております。ゲーム・エンタメ・R18なことも他の類似アプリでは体験できないようなことも体験できてしまう、それがGoplayです。

## 用語
- Goplayer…サービス提供者
- Goplay…一緒に楽しく遊ぼう
- エンタメGoplayer…歌・声真似など声に自信があるGoplayer
- ゲームGoplayer…一緒に楽しくゲームをしてシェアハピをしてくれるGoplayer
- 検索…IDや名前でGoplayerを検索することができる
- ウォレット…現金からアプリ内coinにチャージできる
- Goplayerレベル…お客様にサービス提供をした回数と総合評価、Goplayer何日目
- 実績・レビュー…今までのオーダー数と評価
- Lucky Call…今までに出会ったことのないGoplayerに出会うことができる電話機能
- チラ見…投稿機能。お客様もGoplayerも日常的なつぶやきなどを投稿
- オフィシャル…運営からの通知と結果
- ご注文…お客様から頂いたオーダーの履歴
- アクティビティ…チラ見に対する「💛」や「コメント」の通知機能

## 沿革
- 2019年12月 ‐ 立山あいがGoplayとして活動を開始、設立
- 2020年1月18日 - Google Playでリリース
- 2020年3月5日 - AppStoreでリリース